# 조선 국왕
조선 국왕(朝鮮國王)은 한반도에 존재했던 왕국인 조선의 국왕이다. 재위할 때에는 주상(主上), 상(上), 성상(聖上), 당저(當佇) 등으로 불리다가 생전에 왕위를 물려 주었을 경우에는 상왕(上王)으로 불렸다. 조선 시기 생전에 양위하여 상왕이 된 국왕으로는 태조, 정종, 태종, 단종, 고종이 있었다. 이 가운데 고종은 대한제국의 상황제였다. 조선 국왕에게는 세 가지 공식 이름이 주어졌다. 태어나며 작성된 이름은 휘라고 하였고 사후에 묘호와 시호가 헌정되었다. 조선 국왕은 대개 묘호로 불린다.
조선의 국왕은 일반적으로 태조에서 순종까지를 이르지만, 순종의 경우 선대인 고종이 대한제국을 선포하여 황제가 된 이후 승계하였기 때문에 엄밀히 말하면 조선의 국왕이 아니라 대한제국의 2대 황제이다.

## 이름과 존호
조선 국왕의 이름은 휘(諱)라 하고 생전에는 물론 사후에도 임금의 이름을 사용하는 것은 금기시되어 피휘하였다. 사후에는 묘호와 시호 등의 존호를 따로 지어 추숭하였고 묘호는 사후 해당 국왕을 가리키는 대표적인 명칭으로 사용되었다.

### 휘와 피휘
조선의 국왕들도 태어나면서 지어 받은 이름이 있었고 이를 휘(諱)라고 한다. 예를 들어 영조의 휘는 금(昑)이다. 한자 문화권의 군주제에서는 임금의 이름에 사용된 글자의 사용을 기피하였는데 이를 피휘라 한다. 조선의 국왕은 태어나서 받은 이름으로 불리는 경우는 아주 어릴 때 잠깐이 고작이었고 그나마도 별도의 아명을 사용하는 경우가 많았다. 휘보다는 작위로 불리는 게 일반적이었는데 군이나 대군의 작위가 주어지면 주어진 작위와 함께 저하 등으로 불리다가 즉위 하면 주상 전하 등으로 불렸다. 피휘는 현재 재위 중인 국왕 뿐만 아니라 선대 국왕의 휘에도 적용되었기 때문에 이름을 짓는 왕실의 입장에서도 사람들의 불편을 줄이기 위해 되도록 쓰이지 않는 한자를 골라 외자로 이름을 붙이는 것이 관례였다. 이름을 붙이는 것에 신중하였기 때문에 어릴 때에는 따로 아명으로 부르거나 국왕의 적장자의 경우엔 이름 없이 "원자 아기씨" 정도의 호칭을 사용하였고 봉작하여 관례를 하거나 세자로 책정되면 그제서야 정식으로 이름을 지어 휘로 삼았다.

### 묘호와 시호

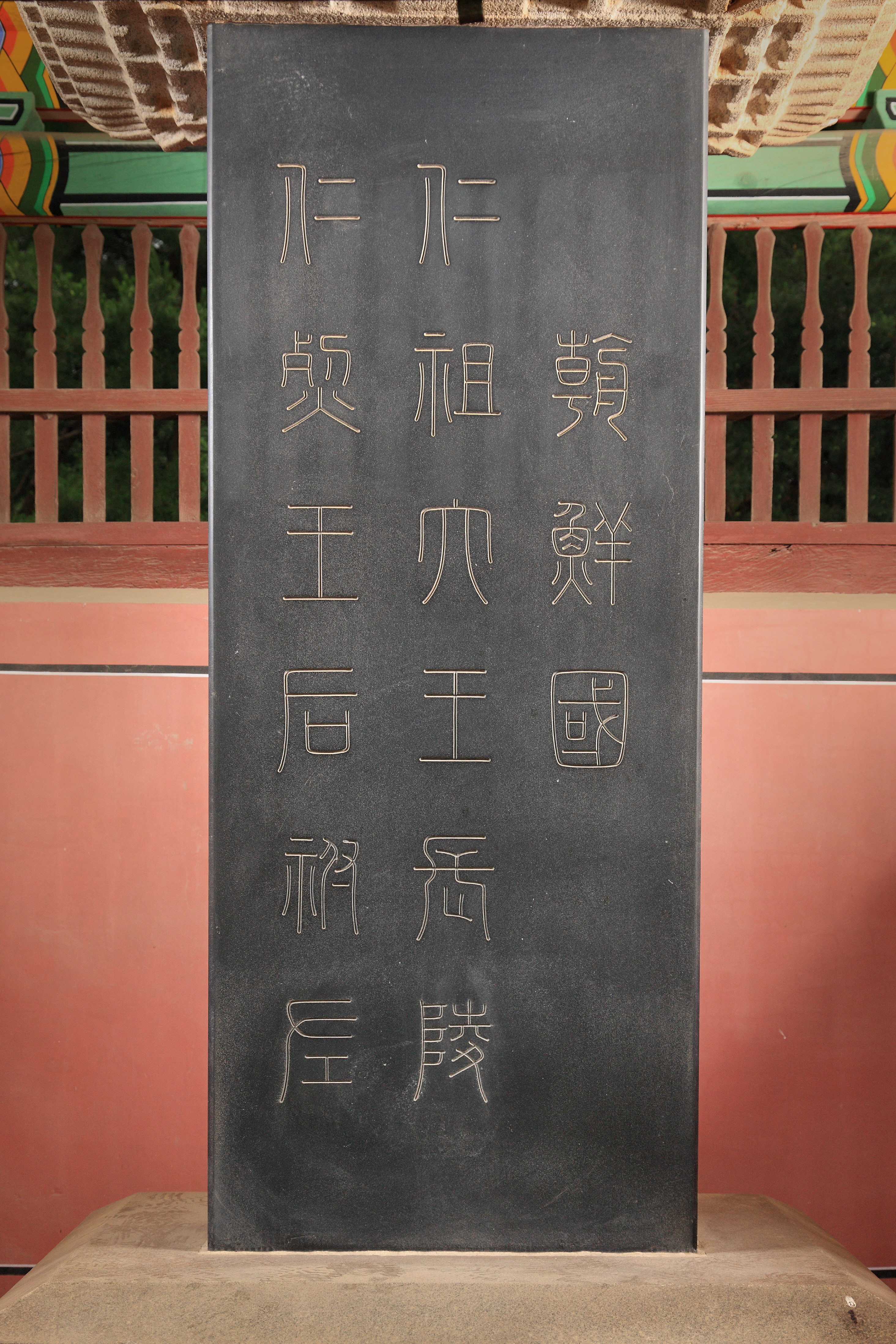
인조와 인열왕후의 능인 장릉의 표석

사후에 붙여지는 묘호는 태조나 세종과 같이 두글자로 이루어진다. 앞의 글자는 국왕의 구분을 위하여 여러 글자를 쓰지만 뒤의 글자는 조(祖) 아니면 종(宗) 두 글자 가운데 하나를 선택한다. 조선 국왕이 사망하면 신하들이 모여 공(功)과 덕(德)을 살펴 공이 크다고 할 수 있으면 "조"를 덕이 많다 할 수 있으면 "종"을 붙였다고 한다. 그러나 실제 묘호는 후임자와 신하들의 정치적 결정에 따라 정해지곤 하였는데 예를 들어 세조의 경우 신하들이 신종(神宗), 예종(睿宗), 성종(聖宗)을 묘호의 후보로 올렸으나 예종이 끝내 "조"가 들어가야 한다고 하여 세조가 되었다. 묘호는 왕실의 사당인 종묘에 신주를 올릴 때 사용되어 후대에서 해당하는 국왕을 부르는 대표적인 명칭으로 사용된다. 묘호는 한번 정하였더라도 사후에 다시 추존하여 변경하기도 한다. "조"의 권위가 "종"보다 높기 때문이다. 고종은 대한제국의 황제임을 선언한 뒤 영종, 정종, 순종을 각각 영조, 정조, 순조로 추존하였다. 현재 한국의 역사에서 불리는 이름은 고종이 추존한 뒤의 것이다.
한편 시호는 업적을 기리기 위해 붙이는 이름으로 예를 들어 태조의 시호는 "강헌지인계운성문신무대왕"(康獻至仁啓運聖文神武大王)이다. 뜻을 풀이하면 "하늘이 내린 천운을 받들어 성인의 문화와 신과 같은 무위를 갖춘 대왕"으로 태조 이성계가 새로 나라를 세웠음을 강조한 시호가 된다. 이 가운데 "강헌"은 명나라에서 내린 시호이고 뒤의 것은 조선에서 자체적으로 헌정한 시호이다. 조선은 중국과 사대관계에 있었기 때문에 명나라 시기에는 명나라에서 내린 시호를 함께 사용하였으나, 청나라가 세워진 후 소중화사상이 생겨 대외적으로는 여전히 중국이 내린 시호를 받았지만 내부에서는 이를 사용하지 않고 독자적인 시호만을 사용하였다. 대한제국의 선포 후 고종은 황제로서 명나라에서 받은 시호 역시 신주에서 삭제하였다.

## 지위 변동

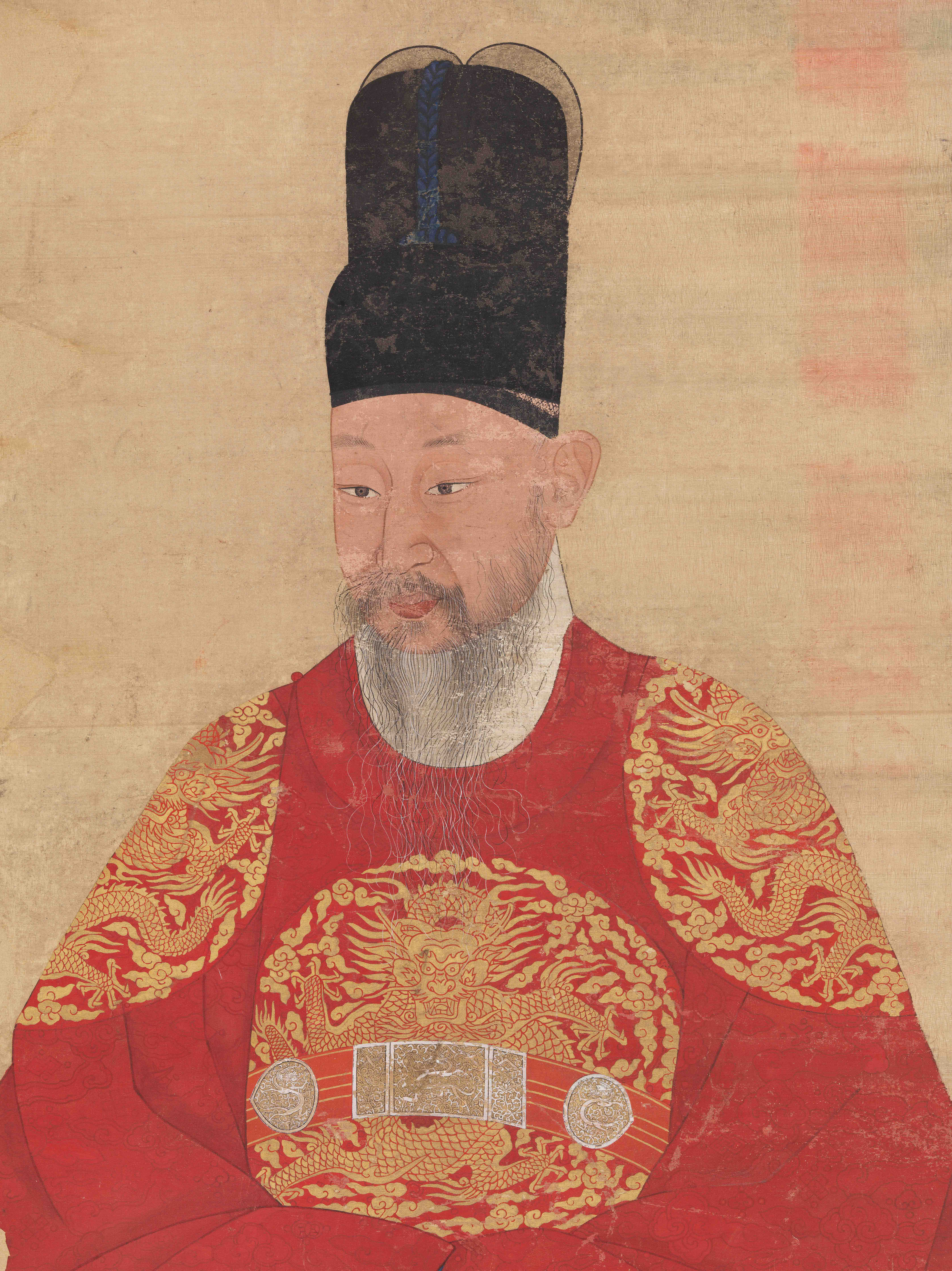
영조는 형에게서 왕세제로 책봉된 뒤 왕위에 올랐다

조선의 국왕은 즉위함으로써 군주로 재위하였고 사망하거나, 양위 또는 폐위되면 차기 국왕이 군주의 지위를 계승하였다.

### 계승
조선 국왕의 계승권은 적장자에게 우선적으로 주어졌지만 반드시 그와 같이 시행되지는 않았다. 건국 초기인 태종의 왕위 계승을 놓고 벌인 왕자의 난은 별개로 하더라도 모두 27 명인 역대 조선 왕 가운데 적장자로서 왕위에 오른 경우는 8 명에 불과하다. 조선에는 자동으로 부여되는 계승서열이 존재하지 않았다.
조선 국왕은 생전에 미리 후사를 정하여 두었다. 후사로 정한 인물이 아들이라면 조선의 왕세자로서 흔히 "세자"로 불렸고 왕의 적장자인 원자(元子)를 세자로 책봉하는 것을 우선으로 여겼지만 영조의 경우와 같이 동생에게 계승권을 주어 왕세제가 된 경우가 있다. 국왕이 살아있을 때 왕세자가 적장자를 낳으면 왕세손으로 책봉하였다. 왕세자가 왕위를 계승하여 새 국왕으로 즉위하면 왕세손이 자연스럽게 왕세자가 되었으나 여러 이런저런 이유로 왕세자가 즉위하지 못하고 사망하면 왕세손이 왕위를 계승하기도 하였다. 조선에서는 정조와 헌종이 왕세손으로서 직접 왕위를 계승하였다. 헌종의 경우 아버지인 효명세자가 병으로 사망한 경우이고 정조의 경우 사도세자가 그 유명한 뒤주에 갖혀 죽임을 당하는 벌로 사망하였기 때문에 왕세손으로서 왕위를 계승하였다.
조선 후기에 이르면 국왕의 직계 혈족인 적통의 대가 끊어져 방계가 계승하는 경우가 늘어나게 된다. 순조의 뒤를 이른 헌종이 후사 없이 사망하자 다음 왕위는 사도세자의 3남인 은언군의 손자 철종이 뒤를 잇게 되는데 은언군은 정조시기 역모 사건에 휘말려 강화도로 유배되었고 철종 대에 이르면 유명무실한 왕족으로 서민과 다름없는 삶을 살고 있었다. 이 때문에 철종에게는 "강화도령"이라는 별칭이 붙었다. 철종 역시 후사 없이 사망하여 다음 왕위는 효명세자의 양자로 입적한 고종이 계승하게 된다. 고종의 생부는 흥선대원군이었으나 호적상 양부는 효명세자이므로 고종은 즉위 뒤 효명세자를 익종으로 추존하였다.

### 양위
조선 국왕은 생전에 계승자에게 양위를 하기도 하였다. 이렇게 양위하면 상왕으로 불린다. 태조가 정종에게 양위하여 상왕이 되었다가 정종마저 태종에게 양위하자 태조는 태상왕, 정종은 상왕이 되는 상황이 되기도 하였다. 태종 역시 생전에 세종에게 양위하여 상왕이 되었다.
조선 국왕의 지위는 불가침의 지존이었기 때문에 왕위를 양위하는 일을 언급하는 것 자체가 불충으로 비춰졌다. 세종이 문종에게 대리청정을 맡기는 과정에서 세종은 신료들과 7년 동안이나 갈등을 겪어야 하였다. 국왕과 왕세자는 부자지간이라 할 지라도 조선의 정치에서 서로를 견제하는 주체이기도 하였다. 이 때문에 국왕이 세자를 견제하기 위해 일부러 양위를 표명하는 일도 있었다. 국왕이 왕위를 물려주고 상왕이 되겠다고 하면 속 마음이야 어떻든 세자는 자신의 효심을 보이기 위해 죄인을 자청하여야 하였다. 영조는 정치적 상황에 따라 사도세자에게 양위하겠다 표명하여 정국을 자신이 원하는 방향으로 끌어내는 방법을 사용하기도 하였다.
전쟁과 같은 비상 상황에서는 양위하지 않더라도 조정을 둘로 나눠 각각 독립적으로 활동하는 분조를 세우기도 하였다. 임진왜란 시기에는 광해군이 분조를 운영하였고 정묘호란에는 소현세자가 분조를 운영하였다. 분조는 비상 상황이 종료되면 다시 국왕의 친정 체계로 돌아갔지만 분조 시기 왕세자의 활동 내용은 종종 갈등을 불러왔다. 선조는 명나라가 광해군의 분조에 직접 칙서를 내리는 등 자신의 지위가 위축되자 양위를 하겠다는 표명으로 자신의 지위를 강화하였다.

### 폐주
조선의 국왕은 반정으로 축출되기도 하였다. 조선 시기에는 세 번의 반정이 있었는데 세조가 단종을 몰아낸 것은 훗날 재평가 되어 세조찬위로 불리지만, 중종과 인조의 반정은 후대에도 정당한 반정으로 여겨져 중종반정, 인조반정 등의 용어가 굳었다. 이렇게 반정이 일어나면 전임 국왕은 폐위되어 폐주(廢主)로 불린다.
폐주에게는 묘호와 시호를 정하지 않고 종묘에도 신주를 올리지 않으므로 즉위 이전의 봉작명으로 불리게 된다. 단종은 폐위 뒤 노산군으로 불렸고, 연산군, 광해군 역시 이와 같은 이유로 즉위전 작위가 붙여졌다. 다만 단종은 후대에 재평가 되어 숙종 대에 이르러 묘호가 추존되었다. 《조선왕조실록》은 묘호가 붙은 국왕의 역사 기록은 《실록》이라 하고 폐위된 왕의 것은 《일기》라 하여 구분하였다.

### 추존
살아있을 때에는 왕위에 있지 않았으나 훗날 자손이 왕위에 오르면 왕으로 추존하는 경우가 있었다. 이를 추존왕이라 한다. 태조 이성계는 왕위에 오른 뒤 자신의 4대조를 각각 목조, 익조, 도조, 환조로 추존하였다. 이후로도 방계가 즉위하는 경우 자신의 선조를 왕으로 추존하는 경우가 있어 조선의 추존왕은 모두 이는 상징적인 조치였기 때문에 조선의 실제 국왕 목록에 포함하지는 않지만 묘호가 있으므로 종묘에 신주가 있다. 추존왕 역시 당대의 정치적 산물이다. 정조는 영조에 의해 죽임당한 사도세자를 즉위 후 장종으로 추존하였는데 훗날 고종이 다시 추증하여 장조가 되었다. 정조는 유교의 가장 큰 가치 가운데 하나인 효를 앞세워 사도세자의 추존과 함께 수원 화성을 축조하여 왕권 강화를 꾀했다.
왕으로 추존하지 못하고 작위만을 추존한 경우엔 추존령이라고 한다. 태조의 5대조 이양무는 4대조까지만 추존왕을 인정하는 관례에 따라 장군의 작위를 추존하고 선조고고려장군존령(先祖考高麗將軍尊靈)이 되었다.
대원군은 달리 추존 절차를 거치지 않은 국왕의 생부이다. 직계가 끊어져 방계에서 왕위를 계승하면 즉위한 왕의 생부를 왕실의 다른 왕족들과 구분하여 대원군의 작위를 부여하였다. 대원군은 대개 국왕의 즉위 시점에서 이미 사망한 상태였지만 고종의 생부인 흥선대원군의 경우엔 고종 즉위 후 정부의 실권을 장악하였다.

## 권력

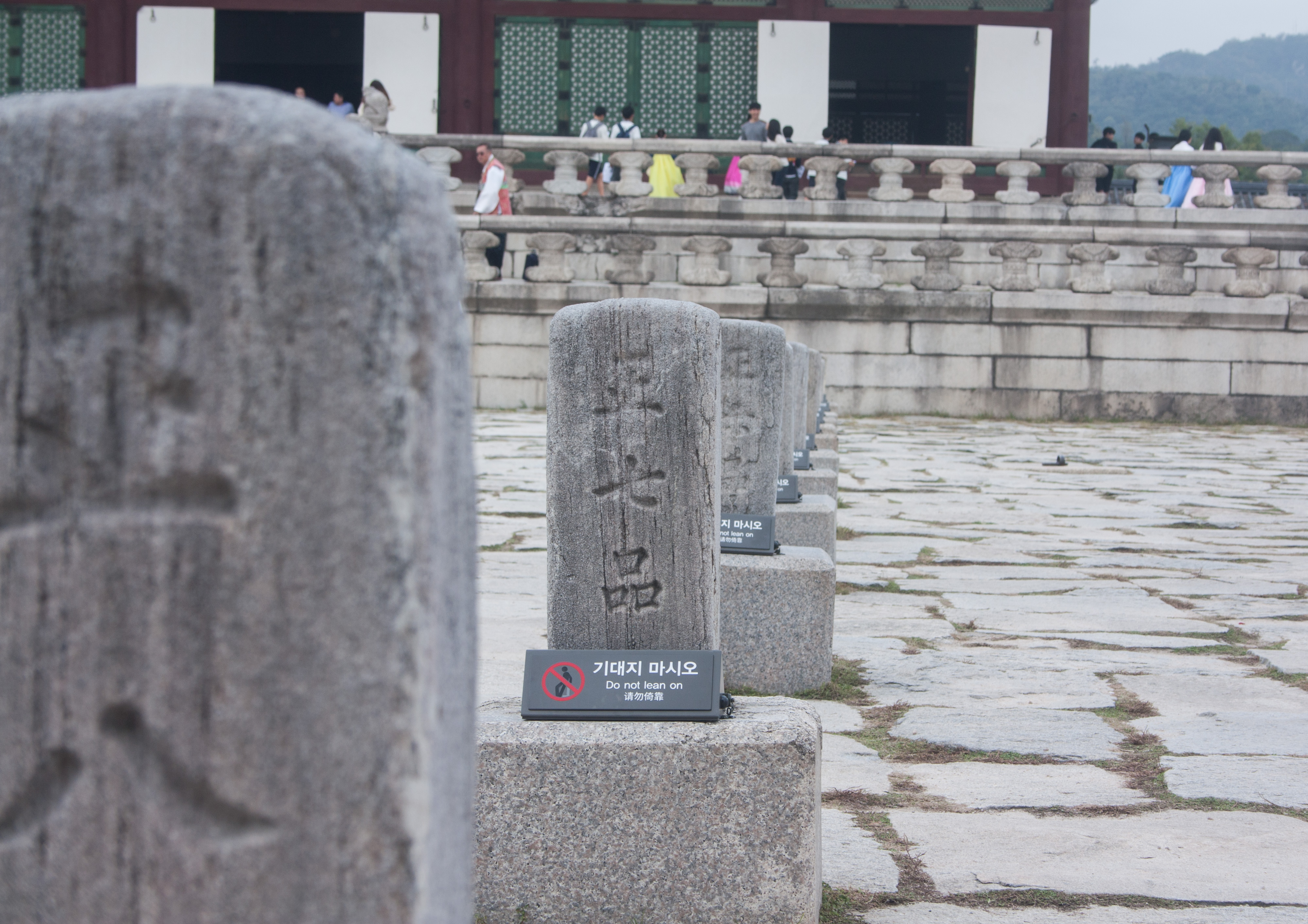
근정전의 품계석

조선은 이론적으로 국왕이 절대적 주권을 지녔다는 점에서 전제군주제의 면모를 보이지만 실제에서는 신료의 영향력이 크게 작용하는 관료제 사회였다. 조선은 건국부터 정도전을 비롯한 신진사대부에 의해 주도되어 왕권에 대한 견제와 재상권의 주도가 두드러진 가운데 이루어졌다.:19-20 조선의 국왕은 여러 차례 왕권의 강화를 도모하였으나 신료들과 적당한 선에서 타협하여야만 하였다. 왕자의 난은 정종을 앞세운 정도전의 재상권 우선 사상과 왕의 직접 통치를 이루고자 한 태종의 충돌이었으며:20 이후 세조의 찬위 역시 비슷한 충돌의 성격이 있다.
유교적 이상을 통치이념으로 내세운 조선은 국왕 역시 《대학》이 말하는 수신제가치국평천하의 당위에서 자유로울 수 없었고 경연과 같은 활동을 통해 스스로 유교적 이상의 모범이 되어야 하였다. 이와 같이 국왕은 “대저 군주는 백성에 의존한다.”라는 《조선경국전》의 원칙을 지켜나가는 "성군"이 되기를 요구받았다. 실제로 국왕이 신료를 장악하지 못하면 반정이 일어나거나 각종 역모와 반란이 발행하였기 때문에 국왕은 스스로를 절제하는 모습을 보임으로써 신료와 타협하여야 하였다.
조선 중기 이후 조정은 사림파가 장악하였고 붕당 정치가 발달하게 되었다. 중종시기 이미 조선은 군주의 권력이 약하고 신하의 발언권이 강하다는 군약신강이 언급된다. 그러나 왕실 역시 끊임 없이 왕권의 강화를 시도하였으며 이러한 국왕과 신료들 사이의 긴장과 타협이 조선의 정치를 이어가는 원동력이었다.

### 통치
조선 초기에는 육조의 업무 감독 권한이 의정부에 있었으나 태종이 이를 혁파하여 육조 직계제를 시행하였다. 이후 육조의 판서들은 국왕에 직접 보고하여야 하였고 이들을 비롯하여 종친부 등의 왕족 관리 부서나 사헌부, 사간원 등의 당상관 들은 아침에 왕에게 업무를 보고하는 상참을 하였다. 상참은 매일 하는 것이 원칙이었으나 실제로는 2 - 5 일에 한 번씩 이루어졌다.
실제 통치 업무는 육조 각 부처와 산하 기관에서 이루어졌고 이들의 조직은 《경국대전》에서 규정하였다. 지방에 대한 통치는 8도로 나뉜 도단위 행정구역에 대해 관찰사를 임명하고 그 하부는 도호부, 군, 현, 목 등을 두어 수령을 임명하였는데 이들 모두는 국왕이 임면권을 가지고 있어 조선은 강력한 중앙집권제를 유지하였다.
조선 후기가 되면 의정부는 유명무실하게 되고 비변사가 최고위 정부 조직으로 부각된다. 여러 붕당의 소속으로 비변사에 참여하는 신료들은 삼사와 함께 비변사를 통하여 자신들의 정책을 관철하고자 하였고 영조 등의 국왕 또한 비변사를 통해 탕평책과 같은 방법으로 붕당 간의 경쟁을 조정하여 자신의 뜻을 관철하려 하였기 때문에 고종의 통치 제도 혁파가 이루어 질 때까지도 비변사는 조선의 실질적인 최고 통치 기구로 작동하였다.
조선 후기의 세도정치는 애초 정조가 신료의 붕당을 견제하고 왕권을 강화하고자 시도한 것이었으나 이후 특정 가문에게 권력이 쏠리면서 오히려 왕권을 극도로 약화시키는 결과를 초래하고 만다.

### 역모와 반란
조선 시기는 수 많은 역모 사건과 반란이 있었다. 역모는 주로 왕위 계승권을 주장할 수 있는 왕족을 내세워 반정을 시도한 것으로 실제 그런 시도가 있었던 경우도 있지만 기축옥사의 정여립 경우와 같이 붕당 정치에서 상대 당을 탄압하기 위한 구실로 작동하기도 하였다. 조선 후기의 왕족과 사대부는 늘 역모와 엮일 수 있다는 긴장감을 지닌 채 살아야 하였다. 남이의 경우와 같이 역모로 처벌되었으나 훗날 정적에 의해 누명이 씌워졌다는 재평가가 이루어지는 경우도 있었다.

### 민란
조선 후기는 민란의 시기였다. 민란은 지배층의 역모와 달리 사람들이 기근, 전염병의 유행 등에 시달리는 가운데 가혹한 세금의 수취와 탐관오리의 전횡등에 반발하여 일어났다. 홍경래의 난의 경우 이에 더해 지역 차별이 문제가 되었고 임술농민봉기는 조선 후기 최대 규모의 민란이었다.

## 생활

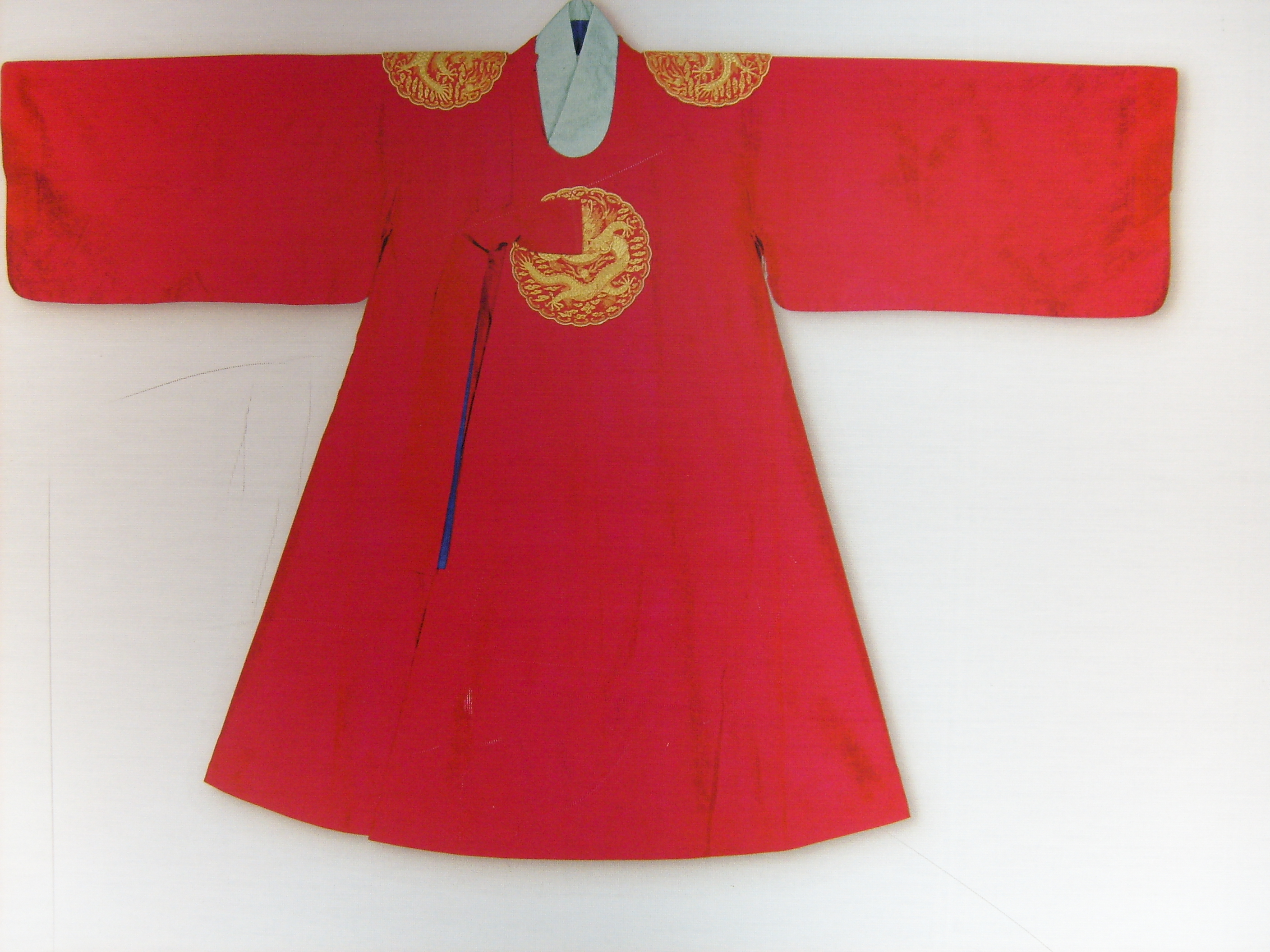
조선 국왕의 의복인 곤룡포

국왕은 사생활이 아예 인정되지 않는 지위였고 일거수 일투족이 모두 국가의 공적 활동으로 취급되어 규정에 따른 행동이 요구되었다. 조선의 국왕은 유교적 이념의 모범으로서 《주례》등이 제시하는 각종 예법에 따라 생활하여야 하였다. 조선은 왕실의 경우도 사대부의 가문 운영에서 확장된 개념으로 이해하였다.
조선 시대 사대부에게 주어진 예법은 조상의 제사를 받들고 손님을 대접하는 것을 의미하는 "봉제사 접빈객"이라는 말로 압축되었는데 이는 국왕도 동일하게 적용되어 제사를 받드는 종묘 제례와 외국의 사신으르 대접하는 연조정사(宴朝廷使) 등의 의례 규정이 정비되었다.
관혼상제는 생애 주기에 따른 사대부의 의례를 말하는 것으로 관례, 혼례, 장례, 제사를 말한다. 국왕과 왕세자의 관혼상제는 국가의 의례로서 거행되었다. 일상생활인 의식주 역시 모두 규정에 따라 운영되었다.

### 의례
《국조오례의》는 나라의 의례를 크게 길례(吉禮), 가례(嘉禮), 빈례(賓禮), 군례 (軍禮), 흉례(凶禮)로 나누고 이에 따른 의례 절차를 기록하였다. 종묘 재례는 길례에 속하고 왕비 또는 왕세자비와의 혼례는 가례에 속하였다. 사신의 접대는 빈례, 군대의 열병과 사냥 등은 군례였으며 국왕의 장례는 흉례에 속하였다.
국왕의 각종 의례는 국가 사업이었으므로 조정 신료들과 의논하여야만 하였는데 국왕의 상복을 입는 기간을 두고 논쟁을 벌인 예송은 결국 붕당의 분화가 일어난 원인이 되기도 하였다.

### 혼인
조선의 왕비는 고려와 달리 공식적으로 1 명만이 인정되었다. 국가를 가문의 확장으로 인식한 조선 시대에 왕비는 "국모"(國母)로 여겨졌으며 국왕과 같이 모든 생활이 공적 영역으로 취급되었다. 왕비는 내명부의 수장으로 각종 의례를 관장하였고 국왕이 사망하여 새 국왕이 즉위할 때까지 임시로 국가의 의례를 책임지거나 새로 즉위한 국왕이 어리면 수렴청정을 통하여 정치에 관여하기도 하였다.
조선의 왕세자는 대개는 8 살 무렵의 어린 나이에 세자로 책봉되며 배필도 함께 맞았다. 왕비나 왕세자비는 간택을 통하여 결정되었는데 이론적으로는 조선 전체의 사대부가 왕실과 혼례를 할 자격을 갖추고 있었으므로 간택이 이루어지는 기간 동안에는 금혼령이 내려져 사대부 가문의 미혼 여성은 혼례를 치를 수 없었다. 간택은 모두 세 차례에 걸쳐 이루어지며 후보를 차츰 줄여나가 최종적으로 한 명을 골랐다. 조선의 전조인 고려는 외척의 권력에 대한 견제 장치가 없어 원나라의 부마국이 되기 전까지 특정 가문에서 왕비를 계속 배출하며 권력을 장악하는 폐단이 있었고 조선 초 국혼에 대한 별다른 규정이 없던 시기 태종은 춘천 부사 이속이 혼담을 거절하자 이를 빌미로 간택 제도를 만들어 외척에게 왕실이 휘둘리는 일을 방지하고자 하였다. 간택은 국왕이 주도권을 쥐게 되므로 정치적 판단에 따라 왕비나 왕세자를 선정할 수 있었다. 조선의 국왕은 보통 혈통과 가문은 명망이 높아 위신을 살릴 수 있으면서도 세력은 작아 국정에 큰 영향을 주지 못할 가문을 선택하였다.
국왕은 왕비 외에 첩인 후궁을 둘 수 있어 빈(嬪), 귀인(貴人), 소의(昭儀), 숙의(淑儀) 등의 내명부 작위를 주었다. 중기까지는 숙의 등의 작위를 내린 뒤 차츰 승급하는 것이 관례였으나 정조 대에 들면 원빈홍씨의 경우와 같이 곧바로 빈의 작위를 주게 되었다. 많이 알려진 후궁으로는 연산군의 후궁인 숙용 장씨, 숙종의 후궁인 희빈 장씨, 영조의 생모인 숙빈 최씨 등이 있다.
왕비에게서 태어난 첫 아들인 적장자를 원자라고 칭하였고 원자가 왕세자로 책봉되는 것을 이상적으로 여겼지만, 그렇지 않은 경우엔 여러 후궁의 아들들이 왕위를 계승하기도 하였다. 영조의 생모 숙빈 최씨는 한미한 집안의 고아로 태어나 궁녀로 입궁하였다가 후궁이 되었기 때문에 영조는 즉위 기간 내내 자신의 정통성에 대한 시비에 시달려야 하였다.

### 의식주
곤룡포는 조선 국왕의 일상복이다. 단령의 일종인 곤룡포와 함께 익선관을 쓰고 허리에 옥대를 매었으며, 목화(木靴)를 신었다.
임금의 식단은 수라상으로 불렸으며 각종 반찬 12가지가 올라가는 12첩 반상이 규정이었으나 유교적 이상의 모범을 보여야 하는 국왕은 음식도 검약하는 모습을 보여야 하였기에 대개는 반찬의 가지 수를 줄여 내었다. 정조의 경우엔 이러한 검약이 강조되어 밥상에 일곱 그릇 이상을 올리지 못하도록 하였다. 정조가 먹은 식단으로는 홍반. 냉이탕, 저포초 등이 올랐고 구이로 금린어, 은어, 세갈비구이 등이 자반으로 담염민어, 반건대구. 육장, 황육다식, 생치편포, 붕어찜 등이 올랐다. 음식은 조선의 국왕이 자신의 취향대로 고를 수 있는 몇 안되는 항목 가운데 하나였다. 세종은 고기가 없으면 밥을 못 먹었다는 기록이 있고 정조는 비린내가 나는 물고기류를 꺼렸다.
국왕은 궁궐에 머물러 생활하며 정사를 살폈다. 공식적인 의례는 경복궁의 근정전, 창덕궁의 인정전과 같은 정전에서 이루어졌고 이들 정전은 각 궁의 중앙에 위치하였다. 그 옆으로 국왕이 평소 거처하는 대전이 있었으며 경복궁의 대전은 강녕전이고 창덕궁의 대전은 대조전이다. 삼강오륜의 부부유별 항목은 국왕에게도 적용되어 왕비는 중궁전(中宮殿)에 따로 살았고 이때문에 중궁이나 중전은 왕비의 별칭이 되었다. 경복궁의 중궁전은 교태전이다.

### 장례와 제례

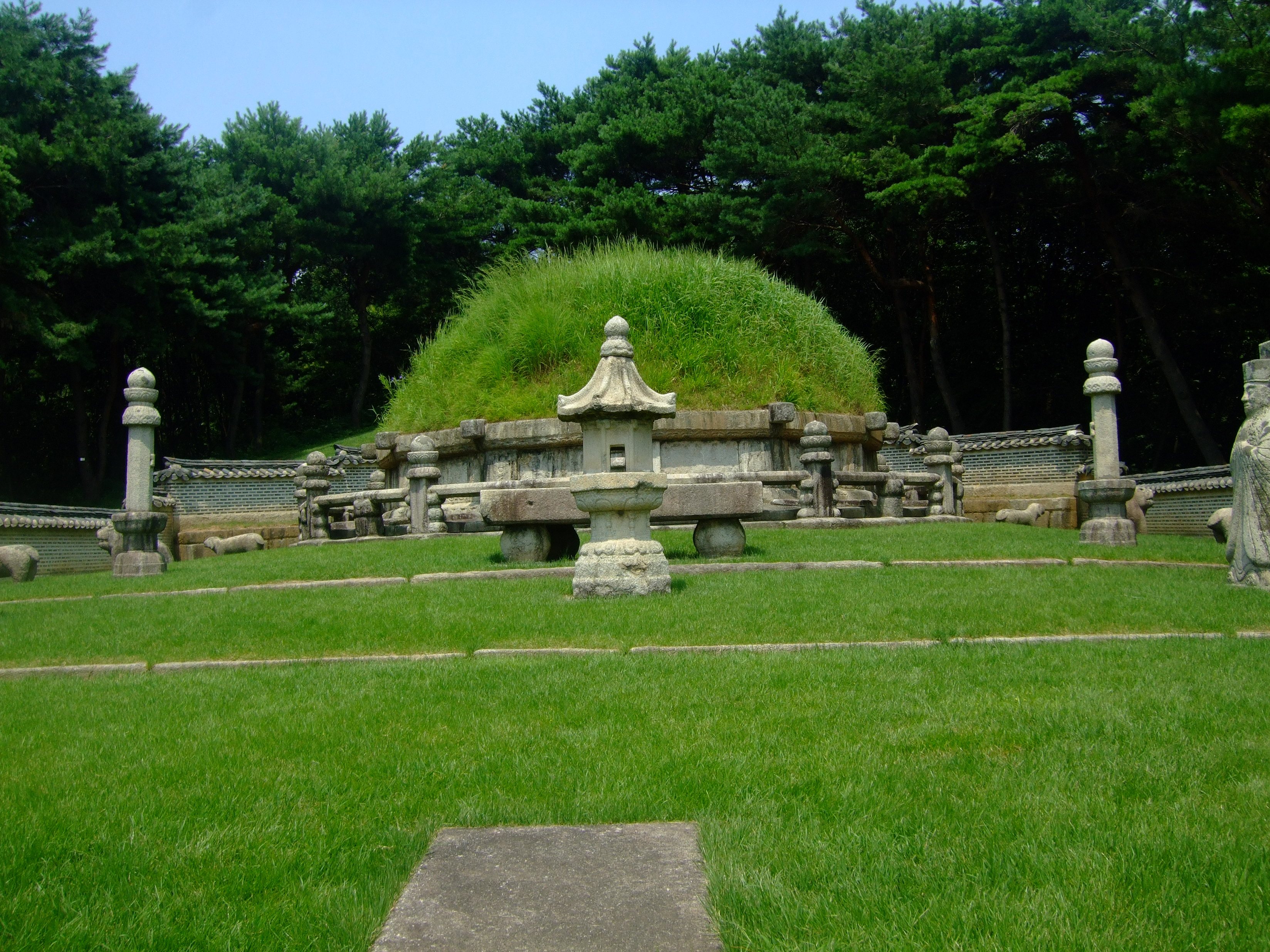
건원릉은 태조의 무덤이다.

국왕의 사망은 "붕어"(崩御)라 하였다. 국왕이 사망하면 국상(國喪)으로 장례를 치렀다. 묘호와 시호가 정해지고 장지가 정해지면 국왕의 무덤인 능이 조성되었다. 국왕의 장례는 극진한 예를 다하여 5 개월간 36 가지 절차로 진행되었다. 여러 예법에 따른 절차가 많기도 하였지만 왕릉의 조성에 시간이 걸렸기 때문이다. 왕릉이 조성되면 발인하여 운구하였다. 조선 역대 국왕의 실록은 대개 장례를 위해 준비한 행장으로 마감된다. 행장은 죽은 이의 이름과 존호를 밝히고 간략한 전기를 싣는 것이 보통이다.
폐위가 된 경우가 아니라면 사망한 국왕의 묘호를 적은 신주를 만들어 종묘에 배치한다. 종묘 역시 사대부의 가문에 설치된 사당의 확장으로 이해되었는데 사당에 모시는 신주는 당대 가주의 4대조까지의 신주와 공덕이 높아 신주를 영구히 모시는 불천위가 함께 놓인다. 종묘 역시 이와 같은 예법에 따라 불천위로 모신 신주와 새로 즉위한 국왕의 4대조 신주를 모시게 되고 다른 신주들은 영녕전에 따로 모아둔다. 종묘의 불천위는 시간이 지날 수록 점차 늘어 처음 시행된 연산군 시기에는 태종의 신위만이 불천위였으나 고종 대에 이르면 태조, 태종, 세종, 세조, 성종, 중종, 선조, 인조, 효종, 현종, 숙종, 영조, 정조가 불천위가 되었다. 현재 종묘에는 19 실(室)에 19 위의 왕과 30 위의 왕후의 신주가 있다.
국왕이 종묘에서 올리는 제사를 종묘 제례라 하였다. 새로운 계절이 시작되는 1월, 4월, 7월, 10월에 정기적인 제사인 정시제를 지냈고 국가에 좋든 나쁘든 큰일이 있을 때에는 임시제를 지냈다. 종묘 제례는 유교의 제례 규정을 국왕의 규모로 확장한 것이다. 유교 제례의 핵심적 절차는 조상에게 술과 음식을 올리는 상징 의식인 초헌례, 아헌례, 종헌례의 삼헌례와 이후 자손이 함께 음식을 나누어 음복을 비는 음복례로 이루어진다. 여기에 국왕의 거둥과 제사상을 차리고 신위를 모시는 일 등이 더해져 종묘 제례를 구성하게 되며 제례가 이루어 지는 동안 종묘 제례악이 연주된다.

## 목록

### 실제 즉위한 국왕 목록
| 대수   | 묘호 · 군호   | 생몰년도 재위                   | 휘              | 시호           | 시호 | 능묘              | 비고                                                                    |
| 대수   | 묘호 · 군호   | 생몰년도 재위                   | 휘              | 명 · 청의 시호 | 조선 자체 시호 | 능묘              | 비고                                                                    |
| ------ | ------------- | ------------------------------- | --------------- | -------------- | --- | ----------------- | ----------------------------------------------------------------------- |
| 제1대  | 태조 太祖     | 1335년 - 1408년 1392년 - 1398년 | 성계 成桂 단 旦 | 강헌 康獻      | 지인계운성문신무대왕 至仁啓運聖文神武大王 지인계운응천조통광훈영명성문신무정의광덕고황제 至仁啓運應天肇統廣勳永命聖文神武正義光德高皇帝 | 건원릉 健元陵     | 고황제 高皇帝                                                           |
| 제2대  | 정종 定宗     | 1357년 - 1419년 1398년 - 1400년 | 방과 芳果 경 曔 | 공정 恭靖      | 의문장무온인순효대왕 懿文莊武溫仁順孝大王 | 후릉 厚陵         | 영안대군 永安大君                                                       |
| 제3대  | 태종 太宗     | 1367년 - 1422년 1400년 - 1418년 | 방원 芳遠       | 공정 恭定      | 성덕신공문무광효대왕 聖德神功文武光孝大王 성덕신공건천체극대정문무예철성렬광효대왕 聖德神功建天體極大正文武睿哲成烈光孝大王 | 헌릉 獻陵         | 정안대군 靖安大君                                                       |
| 제4대  | 세종 世宗     | 1397년 - 1450년 1418년 - 1450년 | 도 祹           | 장헌 莊憲      | 영문예무인성명효대왕 英文睿武仁聖明孝大王 | 영릉 英陵         | 충녕대군 忠寧大君                                                       |
| 제5대  | 문종 文宗     | 1414년 - 1452년 1450년 - 1452년 | 향 珦           | 공순 恭順      | 흠명인숙광문성효대왕 欽明仁肅光文聖孝大王 | 현릉 顯陵         |                                                                         |
| 제6대  | 단종 端宗     | 1441년 - 1457년 1452년 - 1455년 | 홍위 弘暐       | -              | 공의온문순정안장경순돈효대왕 恭懿溫文純定安莊景順郭孝大王 | 장릉 莊陵         |                                                                         |
| 제7대  | 세조 世祖     | 1417년 - 1468년 1455년 - 1468년 | 유 瑈           | 혜장 惠莊      | 열문영무신성인효대왕 烈文英武神聖仁孝大王 승천체도열문영무지덕융공성신명예흠숙인효대왕 承天體道烈文英武至德隆功聖神明睿欽肅仁孝大王 | 광릉 光陵         | 진평대군 晉平大君 함평대군 咸平大君 진양대군 晉陽大君 수양대군 首陽大君 |
| 제8대  | 예종 睿宗     | 1450년 - 1469년 1468년 - 1469년 | 황 晄           | 양도 襄悼      | 흠문성무의인소효대왕 欽文聖武懿仁昭孝大王 | 창릉 昌陵         | 해양대군 海陽大君                                                       |
| 제9대  | 성종 成宗     | 1457년 - 1494년 1469년 - 1494년 | 혈 娎           | 강정 康靖      | 인문헌무흠성공효대왕 仁文憲武欽聖恭孝大王 | 선릉 宣陵         | 자을산군 者乙山君 잘산대군 乽山大君                                     |
| 제10대 | 연산군 燕山君 | 1476년 - 1506년 1494년 - 1506년 | 융 㦕           | -              | - | 연산군묘 燕山君墓 | 연산군 燕山君                                                           |
| 제11대 | 중종 中宗     | 1488년 - 1544년 1506년 - 1544년 | 역 懌           | 공희 恭僖      | 휘문소무흠인성효대왕 徽文昭武欽仁誠孝大王 | 정릉 靖陵         | 진성대군 晉城大君                                                       |
| 제12대 | 인종 仁宗     | 1515년 - 1545년 1544년 - 1545년 | 호 峼           | 영정 榮靖      | 헌문의무장숙흠효대왕 獻文懿武章肅欽孝大王 | 효릉 孝陵         |                                                                         |
| 제13대 | 명종 明宗     | 1534년 - 1567년 1545년 - 1567년 | 환 峘           | 공헌 恭憲      | 헌의소문광숙경효대왕 獻毅昭文光肅敬孝大王 | 강릉 康陵         | 경원대군 慶源大君                                                       |
| 제14대 | 선조 宣祖     | 1552년 - 1608년 1567년 - 1608년 | 균 鈞 연 昖     | 소경 昭敬      | 선종 宣宗 정륜입극성덕홍렬지성대의격천희운현문의무성예달효대왕 正倫立極盛德洪烈至誠大義格天熙運顯文毅武聖睿達孝大王 선조 宣祖 정륜입극성덕홍렬지성대의격천희운경명신력홍공융업현문의무성예달효대왕 正倫立極盛德洪烈至誠大義格天熙運景命神曆弘功隆業顯文毅武聖睿達孝大王 | 목릉 穆陵         | 하성군 河城君                                                           |
| 제15대 | 광해군 光海君 | 1575년 - 1641년 1608년 - 1623년 | 혼 琿           | -              | - | 광해군묘 光海君墓 | 광해군 光海君                                                           |
| 제16대 | 인조 仁祖     | 1595년 - 1649년 1623년 - 1649년 | 종 倧           | 장목 莊穆      | 열조 烈祖 헌문열무명숙순효대왕 憲文烈武明肅純孝大王 인조 仁祖 개천조운정기선덕헌문열무명숙순효대왕 開天肇運正紀宣德憲文烈武明肅純孝大王 | 장릉 長陵         | 능양도정 綾陽都正 능양군 綾陽君 능양대군 綾陽大君                       |
| 제17대 | 효종 孝宗     | 1619년 - 1659년 1649년 - 1659년 | 호 淏           | 충선 忠宣      | 선문장무신성현인대왕 宣文章武神聖顯仁大王 흠천달도광의홍렬 선문장무신성현인명의정덕대왕 欽天達道光毅弘烈 宣文章武神聖顯仁明義正德大王 | 영릉 寧陵         | 봉림대군 鳳林大君                                                       |
| 제18대 | 현종 顯宗     | 1641년 - 1674년 1659년 - 1674년 | 연 棩           | 장각 莊恪      | 순문숙무경인창효대왕 純文肅武敬仁彰孝大王 소휴연경돈덕수성 순문숙무경인창효대왕 昭休衍慶敦德綏成 純文肅武敬仁彰孝大王 | 숭릉 崇陵         |                                                                         |
| 제19대 | 숙종 肅宗     | 1661년 - 1720년 1674년 - 1720년 | 순 焞           | 희순 僖順      | 장문헌무경명원효대왕 章文憲武敬明元孝大王 현의광륜예성영렬유모영운홍인준덕배천합도계휴독경정중협극신의대훈장문헌무경명원효대왕 顯義光倫睿聖英烈裕謨永運洪仁峻德配天合道啓休篤慶正中恊極神毅大勳章文憲武敬明元孝大王 | 명릉 明陵         |                                                                         |
| 제20대 | 경종 景宗     | 1688년 - 1724년 1720년 - 1724년 | 윤 昀           | 각공 恪恭      | 덕문익무순인선효대왕 德文翼武純仁宣孝大王 | 의릉 懿陵         |                                                                         |
| 제21대 | 영조 英祖     | 1694년 - 1776년 1724년 - 1776년 | 금 昑           | 장순 莊順      | 영종 英宗 지행순덕영모의열장의홍륜광인돈희체천건극성공신화대성광운개태기영요명순철건건곤녕익문선무희경현효대왕 至行純德英謨毅烈章義弘倫光仁敦禧體天建極聖功神化大成廣運開泰基永堯明舜哲乾健坤寧翼文宣武熙敬顯孝大王 영조 英祖 지행순덕영모의열장의홍륜광인돈희체천건극성공신화대성광운개태기영요명순철건건곤녕배명수통경력홍휴중화융도숙장창훈정문선무희경현효대왕 至行純德英謨毅烈章義弘倫光仁敦禧體天建極聖功神化大成廣運開泰基永堯明舜哲乾健坤寧配命垂統景曆洪休中和隆道肅莊彰勳正文宣武熙敬顯孝大王 | 원릉 元陵         | 연잉군 延礽君                                                           |
| 제22대 | 정조 正祖     | 1752년 - 1800년 1776년 - 1800년 | 산 祘           | 공선 恭宣      | 정종 正宗 문성무열성인장효대왕 文成武烈聖仁莊孝大王 정조 正祖 경천명도홍덕현모문성무열성인장효선황제 敬天明道洪德顯謨文成武烈聖仁莊孝宣皇帝 | 건릉 健陵         | 선황제 宣皇帝                                                           |
| 제23대 | 순조 純祖     | 1790년 - 1834년 1800년 - 1834년 | 공 玜           | 선각 宣恪      | 순종 純宗 연덕현도경인순희문안무정헌경성효대왕 淵德顯道景仁純禧文安武靖憲敬成孝大王 순조 純祖 연덕현도경인순희체성응명흠광석경계천배극융원돈휴의행소륜희화준렬대중지정홍훈철모건시태형창운홍기고명박후강건수정계통수력건공유범문안무정영경성효숙황제 淵德顯道景仁純禧體聖凝命欽光錫慶繼天配極隆元敦休懿行昭倫熙化峻烈大中至正洪勳哲謨乾始泰亨昌運弘基高明博厚剛健粹精啓統垂曆建功裕範文安武靖英敬成孝肅皇帝                                                                                             | 인릉 仁陵         | 숙황제 肅皇帝                                                           |
| 제24대 | 헌종 憲宗     | 1827년 - 1849년 1834년 - 1849년 | 환 奐           | 장숙 莊肅      | 경문위무명인철효대왕 經文緯武明仁哲孝大王 체건계극중정광대지성광덕홍운장화경문위무명인철효성황제 體健繼極中正光大至聖廣德弘運章化經文緯武明仁哲孝成皇帝 | 경릉 景陵         | 성황제 成皇帝                                                           |
| 제25대 | 철종 哲宗     | 1831년 - 1863년 1849년 - 1863년 | 원범 元範 변 昪 | 충경 忠敬      | 희륜정극수덕순성문현무성헌인영효대왕 熙倫正極粹德純聖文顯武成獻仁英孝大王 희륜정극수덕순성흠명광도돈원창화문현무성헌인영효장황제 熙倫正極粹德純聖欽明光道敦元彰化文顯武成獻仁英孝章皇帝 | 예릉 睿陵         | 덕완군 德完君 장황제 章皇帝                                             |
| 제26대 | 고종 高宗     | 1852년 - 1919년 1863년 - 1897년 | 재황 載晃 형 㷩 | -              | 통천융운조극돈륜정성광의명공대덕요준순휘우모탕경응명입기지화신열외훈홍업계기선력건행곤정영의홍휴수강문헌무장인익정효태황제 統天隆運肇極敦倫正聖光義明功大德堯峻舜徽禹謨湯敬應命立紀至化神烈巍勳洪業啓基宣曆乾行坤定英毅弘休壽康文憲武章仁翼貞孝太皇帝 | 홍릉 洪陵         | 익성군 翼成君 태황제 太皇帝 광무제 光武帝                               |

### 추존왕 목록
| 묘호      | 생몰년도        | 휘          | 시호           | 시호 | 추존년도 | 능묘      | 비고                                                                                |
| 묘호      | 생몰년도        | 휘          | 명 · 청의 시호 | 조선 자체 시호 | 추존년도 | 능묘      | 비고                                                                                |
| --------- | --------------- | ----------- | -------------- | --- | -------- | --------- | ----------------------------------------------------------------------------------- |
| 목조 穆祖 | ? - 1274년      | 안사 安社   | -              | 인문성목대왕 仁文聖穆大王 | 1411년   | 덕릉 德陵 | 태조의 고조부                                                                       |
| 익조 翼祖 | 생몰년 미상     | 행리 行里   | -              | 강혜성익대왕 康惠聖翼大王 | 1411년   | 지릉 知陵 | 태조의 증조부                                                                       |
| 도조 度祖 | ? - 1342년      | 춘 椿       | -              | 공의성도대왕 恭毅聖度大王 | 1411년   | 의릉 義陵 | 태조의 조부                                                                         |
| 환조 桓祖 | 1315년 - 1361년 | 자춘 子春   | -              | 연무성환대왕 淵武聖桓大王 | 1411년   | 정릉 定陵 | 태조의 아버지                                                                       |
| 덕종 德宗 | 1438년 - 1457년 | 숭 崇 장 暲 | 회간 懷簡      | 선숙공현온문의경대왕 宣肅恭顯溫文懿敬大王 | 1475년   | 경릉 敬陵 | 세조의 장남 성종의 아버지 도원군 桃源君 의경세자 懿敬世子                           |
| 원종 元宗 | 1580년 - 1619년 | 부 琈       | 공량 恭良      | 경덕인헌정목장효대왕 敬德仁憲靖穆章孝大王 | 1632년   | 장릉 章陵 | 선조의 다섯째 아들 인조의 아버지 정원군 定遠君 정원대원군 定遠大院君                |
| 진종 眞宗 | 1719년 - 1728년 | 행 緈       | 각민 恪愍      | 온량예명철문효장대왕 溫良睿明哲文孝章大王 온량예명철문효장소황제 溫良睿明哲文孝章昭皇帝 | 1776년   | 영릉 永陵 | 영조의 장남 정조의 양부 효장세자 孝章世子 소황제 昭皇帝                             |
| 장조 莊祖 | 1735년 - 1762년 | 선 愃       | -              | 장종 莊宗 신문환무장헌광효대왕 神文桓武莊獻廣孝大王 장조 莊祖 수덕돈경홍인경지장윤융범기명창휴찬원헌성계상현희신문환무장헌광효의황제 綏德敦慶弘仁景祉章倫隆范基命彰休贊元憲誠啓祥顯熙神文桓武莊獻廣孝懿皇帝 | 1899년   | 융릉 隆陵 | 영조의 차남 정조의 친부 사도세자 思悼世子 장헌세자 莊獻世子 장종 莊宗 의황제 懿皇帝 |
| 문조 文祖 | 1809년 - 1830년 | 영 旲       | 강목 康穆      | 익종 翼宗 체원찬화석극정명돈문현무인의효명대왕 體元贊化錫極定命敦文顯武仁懿孝明大王 문조 文祖 체원찬화석극정명성헌영철예성연경융덕순공독휴홍경홍운성렬선광준상요흠순공우근탕정계천건통신훈숙모건대곤후광업영조장의창륜행건배녕기태수유희범창희입경형도성헌소장굉유신휘수서우복돈문현무인의효명익황제 體元贊化錫極定命聖憲英哲睿誠淵敬隆德純功篤休弘慶洪運盛烈宣光濬祥堯欽舜恭禹勤湯正啓天建通神勳肅謨乾大坤厚廣業永祚莊義彰倫行健配寧基泰垂裕熙範昌禧立經亨道成獻昭章宏猷愼徽綏緖佑福敦文顯武仁懿孝明翼皇帝 | 1834년   | 수릉 綏陵 | 순조의 장남 헌종의 친부 고종의 양부 효명세자 孝明世子 익종 翼宗 익황제 翼皇帝       |

## 같이 보기
- 대한제국의 황제
- 조선
- 조선 왕 가계도
- 대한제국의 황실
- 조선의 역대 왕비
- 경복궁